# 多鱗白魚
多鱗白鱼（学名：Anabarilius polylepis）为輻鰭魚綱鯉形目鯝科白鱼属的淡水鱼类，被IUCN列為瀕危保育類動物，分布于中國雲南省昆明的滇池和松花壩水庫，为中国特有物种。體長可達13公分，棲息在中底層水域。它曾經是主要的商業魚類，但自20世紀70年代以來數量逐漸減少，減少歸因於多種因素如引進外來種、水質惡化、大型植物喪失、過度捕撈以及因淤積和通道堵塞而喪失繁殖地。
其种加词“polylepis”意为“多鳞的”。